# Joseph Raphael

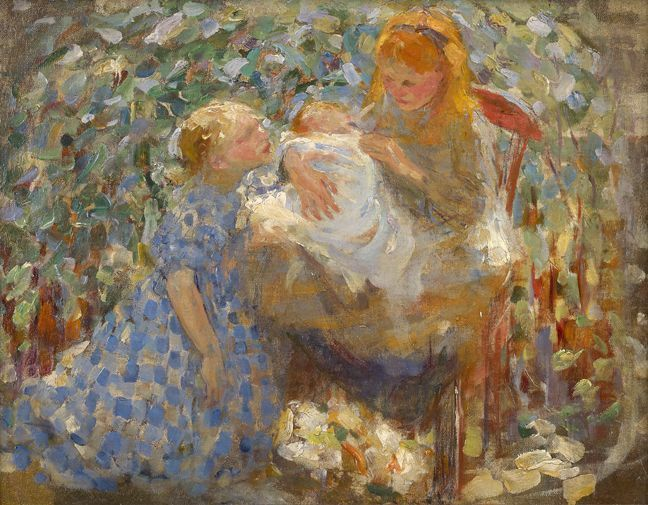
Two Girls and a Baby von Joseph Morris Raphael, ca. 1909. Raclin Murphy Museum of Art

Joseph Morris Raphael (* 2. Juni 1869 in Jackson, Kalifornien; † 11. Dezember 1950 in San Francisco, Kalifornien) war ein US-amerikanischer Maler und Radierer.

## Leben
Joseph Raphael wurde 1869 im kalifornischen Jackson geboren. Schon früh zeigte er künstlerisches Talent und kopierte Werke populärer Illustratoren wie Charles Dana Gibson. Ab seinem 18. Lebensjahr studierte er zehn Jahre lang an der School of Design in San Francisco unter der Leitung von Arthur Mathews und Douglas Tilden. In den 1890er Jahren arbeitete er als Zeitungsillustrator und Schildermaler in San Francisco. 1902 setzte Joseph Raphael seine Studien in Paris an der École des Beaux-Arts und der Académie Julian bei Jean-Paul Laurens fort. Um seinen Lebensunterhalt zu finanzieren, illustrierte er für französische Zeitschriften. Im selben Jahr entdeckte er die Künstlerkolonie in Laren (Niederlande), wo er bis 1911 regelmäßig lebte und arbeitete. In dieser Zeit malte er vor allem dunkle, tonige Genrebilder, die von der Haager Schule beeinflusst waren. Sein Talent wurde 1906 mit einer lobenden Erwähnung auf dem Pariser Salon für das Gemälde The Feast of the Burgomaster gewürdigt. Im selben Jahr wird sein Gemälde The Town Crier von der San Francisco Art Association erworben und dem De Young Museum geschenkt.

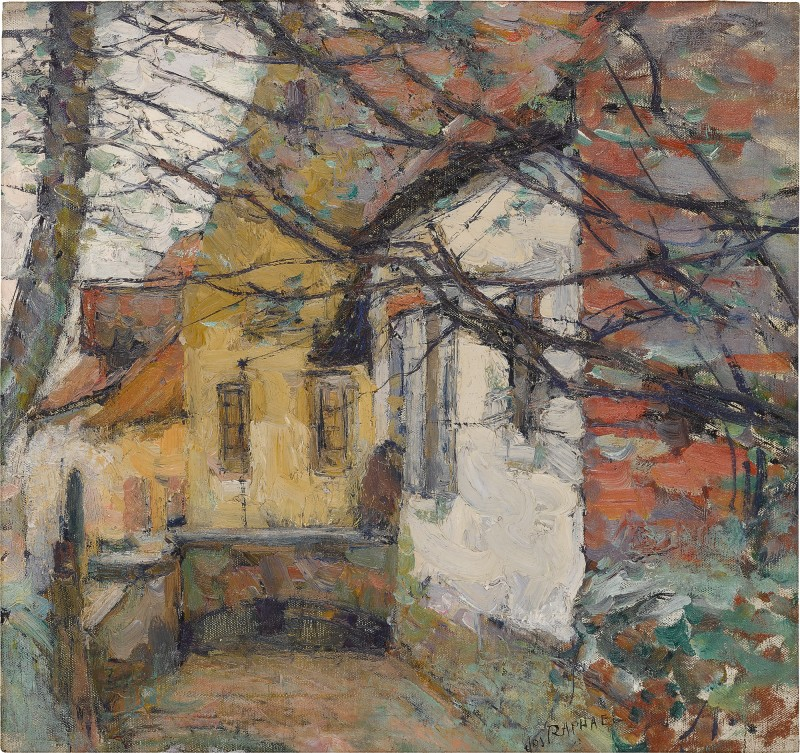
Joseph Morris Raphael: House in Belgium

1910 kehrt Joseph Raphael für acht Monate nach San Francisco zurück und stellt dort seine niederländischen Werke aus. Nach seiner Rückkehr nach Europa heiratete er 1912 Johanna Jongkindt und ließ sich in Uccle, einem Vorort von Brüssel, nieder. Dort entwickelte sich sein Stil unter dem Einfluss des französischen Impressionismus weiter. Seine Farbpalette wird heller und er beginnt, Szenen aus seinem Garten in leuchtenden Farben darzustellen. 1915 nimmt Joseph Raphael an der Panama-Pacific International Exposition in San Francisco teil und erhält für sechs seiner ausgestellten Werke eine Silbermedaille. 1913 beginnt er auch mit der Radierung und veröffentlicht seine ersten Radierungen in der California Association of Etchers. Ab 1918, während des Ersten Weltkrieges, muss er aufgrund von Materialknappheit zunehmend auf andere Medien wie Aquarell, Tuschezeichnung und Holzschnitt ausweichen.
In den 1920er und frühen 1930er Jahren blieb Joseph Raphael über einen Kunsthändler in San Francisco in der kalifornischen Kunstszene präsent. Trotz seines langen Aufenthalts in Europa wurden seine Gemälde, Radierungen und Holzschnitte regelmäßig in Kalifornien ausgestellt. Seine Familie – vier Töchter und ein Sohn – diente ihm häufig als Motiv für seine figürlichen Arbeiten, vor allem in Gartenszenen oder bei Picknicks. Während der Weltwirtschaftskrise zog die Familie 1934 aus finanziellen Gründen nach Oegstgeest, einem Vorort von Leiden. 1939 kehrte Joseph Raphael nach San Francisco zurück, wo er zahlreiche Werke aus den 1930er Jahren mitnahm und eine baldige Rückkehr nach Europa plante. Der Ausbruch des Zweiten Weltkriegs verhinderte jedoch seine Rückkehr, so dass er seine Frau vor ihrem Tod 1945 nicht mehr wiedersehen konnte. Joseph Raphael blieb bis zu seinem Tod am 11. Dezember 1950 in San Francisco künstlerisch aktiv.

## Werk

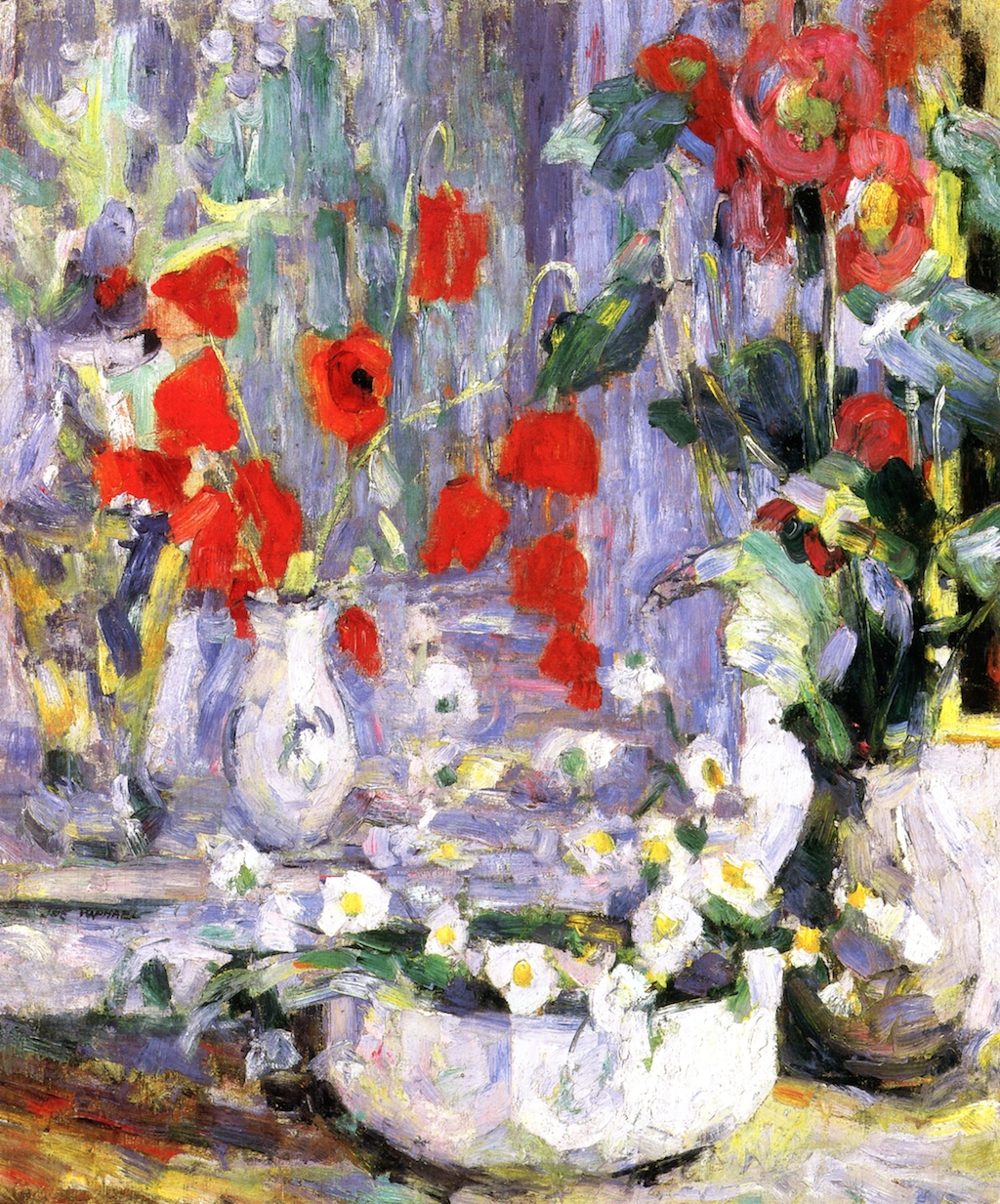
Joseph Morris Raphael: Still Life with Red Poppies, 1921

Joseph Raphael, ein Vertreter des französischen Impressionismus, war sowohl als Maler als auch als Radierer tätig. Sein Werk umfasst Landschaften, Gärten und Blumenstillleben. Sein Stil entwickelte sich von dunkleren Tönen, die von den niederländischen Malern beeinflusst waren, zu den helleren und freieren Pinselstrichen des Post-Impressionismus. Seine Werke befinden sich unter anderem in folgenden Museen: Fine Arts Museums of San Francisco, Oakland Museum of California, San Francisco Museum of Modern Art, Monterey Museum of Art, Krannert Art Museum, University of Illinois.